# اختلال سوءمصرف مواد
اختلال مصرف مواد (SUD)، وضعیت پزشکی است که در آن استفاده از یک یا چند ماده منجر به اختلال بالینی می‌شود. تشخیص این اختلالات با مجموعه ای از علائم ذهنی، جسمی و رفتاری انجام می‌شود که شامل این موارد است: مشکلات مربوط به از دست دادن کنترل بدن، احساس فشار در زندگی فردی، استفاده زیاد و خطرناک از ماده ای مشخص و تحمل بسیار کم در مشکلات مختلف. داروها یا موادی که فرد با استفاده از آن‌ها می‌تواند دچار اختلال مصرف مواد شود شامل: نوشیدنی‌های‌الکلی، محرک‌ها، کانابیس، هالوسیژن‌ها، مواد مخدر، توتون و تنباکو، آرام بخش‌ها، خواب‌آورها و داروهای ضد درد می‌باشند.
اعتیاد به مواد مخدر و وابستگی به مواد، اجزای متمایز اختلالات مصرف مواد هستند. شدت اختلال مصرف مواد می‌تواند خیلی متفاوت باشد؛ شدت این اختلال به سه قسم مختلف خفیف، متوسط و شدید تقسیم می‌شود؛ که این تقسیم‌بندی بر اساس ۱۱ مشخصه انجام می‌شود.
در سراسر جهان، ۲۷۵ میلیون نفر در سال ۲۰۱۶ از مواد مخدر استفاده کرده‌اند. از این تعداد، ۲۷ میلیون نفر به صورت خطرناک از مواد استفاده می‌کنند به شکلی که به صورت جدی به سلامتی جسمی و روحی خود آسیب می‌زنند و در کنار آن باعث مشکلات جدی اجتماعی می‌شوند. در سال ۲۰۱۵ اختلال مصرف مواد باعث مرگ ۳۰۷٬۴۰۰ نفر در جهان شده‌است که این میزان ۱۶۵٬۰۰۰ نفر بیشتر از سال ۱۹۹۰ می‌باشد. از این تعداد، بیشترین آن‌ها به علت اختلالات مصرف الکل از دنیا رفته‌اند که تعدادشان ۱۳۷۵۰۰ نفر بوده‌است در رتبه‌های بعدی اختلالات مصرف مواد مخدر با ۱۲۲۱۰۰ مرگ، اختلالات مصرف آمفتامین با ۱۲٬۲۰۰ مرگ و اختلالات مصرف کوکائین با ۱۱٬۱۰۰ مرگ، بوده‌اند. تعداد مرگ و میر ناشی از مصرف مواد مخدر بیش از ۶۰ درصد از سال ۲۰۰۰ تا ۲۰۱۵ افزایش یافته‌است.

## تعاریف
سوء مصرف مواد ممکن است به وابستگی به مواد یا اعتیاد به آن یا هر دو منجر شود که وابسته به نوع مواد ممکن است نتیجه متفاوت باشد. از لحاظ پزشکی، وابستگی فیزیولوژیک به مواد نیازمند به پیشرفت فاز بی‌حسی نسبت به استفاده یکنواخت مواد است که با علامت درد مصرف نکردن همراه است. سوء مصرف و وابستگی به مواد متمایز از اعتیاد هستند. اعتیاد شامل اجبار برای ادامه استفاده از مواد با وجود عواقب منفی است و ممکن است فرد در آن وابسته به مواد شیمیایی باشد یا نباشد. وابستگی باعث بروز بدرفتاری می‌شود، اما اغلب سوءمصرف‌ها بدون ایجاد وابستگی رخ می‌دهند، به ویژه هنگامی که یک فرد مصرف را به تازگی آغاز کرده باشد. وابستگی شامل فرایندهای فیزیولوژیکی است که در آن با توجه به نیاز بدن شخص به ماده فرد در خود احساس نیاز شدید می‌کند.
سوء مصرف مواد گاهی بعنوان مترادف سوء مصرف مواد شیمیایی یا اعتیاد به مواد مخدر استفاده می‌شود، اما در واقع این عبارت به معنی استفاده از مواد به شیوه ای است که آن را کنوانسیون‌های اجتماعی و فرهنگی تأیید نمی‌کنند مثلاً استفاده از داروهای کنترل شده و سایر داروها به شیوه ای که توسط کنوانسیون اعلام نشده باشد یک سوءمصرف تلقی می‌شود. در هر حال تعریفی کلی و عمومی از این عبارت وجود ندارد.
در یک مقاله در Lancet آسیب فیزیکی برای بیست دارو مقایسه شده‌است. برای این آسیب‌ها مقادیر ۰ تا ۳ در نظر گرفته شده‌است. ۳ برای آسیب حاد، ۲ برای آسیب مزمن و ۱ برای آسیب خفیف و ۰ بدون آسیب می‌باشد.
استفاده از مواد با این توضیح بهتر درک می‌شود:مصرف می‌تواند سودمند باشد اما در طول زمان استفاده از داروهای شیمیایی به صورت منظم می‌تواند به اختلال سوءمصرف برسد که در نهایت این اختلال می‌تواند تبدیل به اعتیاد یا وابستگی شود.

## علائم و نشانه‌ها
تعریف DSM از اعتیاد این است که فرد به استفاده از ماده ای یا انجام کاری (به صورت اجبارگونه و نه از روی قصد اولیه) ادامه دهد و در انجام آن حتی آسیب‌های وارد به خودش نیز برای او مهم نباشد. جامعه پزشکی بین وابستگی جسمی (با علایمی مانند لرز و عرق) و وابستگی روانی (برداشت هیجانی-انگیزشی) تفاوت قایل است. وابستگی فیزیکی نیاز بدنی فرد به تأثیر یک ماده در بدن اوست. برای مثال همه انسان ها به‌طور فیزیکی وابسته به اکسیژن، غذا و آب هستند. یک دارو یا ماده مخدر می‌تواند وابستگی فیزیکی و وابستگی روانی در فرد ایجاد کند (مثلاً برخی از داروهای فشار خون که ممکن است علائم درد مصرف نکردن را ایجاد کند) و برخی می‌توانند وابستگی روانی را بدون وابستگی فیزیکی ایجاد کنند (علائم درد مصرف نکردن کوکائین همه روانی هستند).

## علل و عوامل این اختلال
بسیاری از عوامل وجود دارند که می‌توانند باعث افزایش شانس ابتلا به اختلال مصرف مواد شوند. کودکان متولد شده از والدینی که دارای این نوع اختلال هستند شانس بیشتری برای ابتلا به آن دارند. مصرف داروهای اعتیاد آور توسط والدین می‌تواند باعث ایجاد این اختلال در جوانان آن‌ها شود که این اختلال تا بزرگسالی نیز با آن‌ها همراه است. سایر عوامل عمومی عبارتند از: مذکر بودن، داشتن سن زیر ۲۵ سال، داشتن مشکلات بهداشتی و عدم حمایت و نظارت خانوادگی.

## تشخیص
افرادی که مصرف دارو یا الکل آنها باعث مشکلات یا ناراحتی‌های قابل توجهی در زندگیشان می‌شود ممکن است اختلال مصرف مواد داشته باشند. تشخیص این امر معمولاً شامل یک معاینه عمیق است که توسط یک روانپزشک، روانشناس، یا مشاور مواد مخدر و الکل انجام می‌شود. عمومی‌ترین دستورالعمل‌های تشخیص این اختلال در راهنمای راهنمای تشخیصی و آماری اختلالات روانی منتشر شده‌است. ۱۱ معیار تشخیص وجود دارد که چند تا از آن‌ها عبارتند از: از دست دادن کنترل برای بدست آوردن مواد، احساس فشار در زندگی شخص و استفاده خطرناک برای سلامتی.
دستورالعمل تشخیص اختلال "DSM-5" برای تشخیص این اختلال، برای شروع نیاز به این دارد که شخص مورد بررسی، در زندگی خود مشکلات یا ناراحتی قابل توجهی داشته باشد که نتیجه سوءمصرف مواد باشد. در نتیجه برای شروع این تشخیص باید فرد حداقل دو مورد از علائم ذکر شده در زیر را در یک سال داشته باشد.
استفاده بیشتر از یک ماده از میزان برنامه‌ریزی شده و ناتوانی در کاهش آن با وجود تمایل به انجام تشخیص.
صرف مقدار قابل توجهی از روز برای به دست آوردن، استفاده یا ریکاوری از مصرف مواد.
گرایش شدید برای استفاده.
استفاده مکرر باعث ناتوانی در برآورده شدن اهداف اجتماعی یا حرفه ای مهمی شود.
استفاده مداوم باعث مشکلات مکرر در محل کار، مدرسه یا خانه شود.
ناتوانی در نقش پذیری در فعالیت‌های مهم اجتماعی، حرفه ای یا اوقات فراغت به دلیل استفاده زیاد.
داشتن وضعیت جسمی خطرناک یا حس داشتن آسیب‌های روحی.
با وجود آگاهی کاربر از بدتر شدن وضعیت جسمی یا روحی خود (با ادامه مصرف) این کار را ادامه دهد.
نیاز به استفاده از مقادیر زیاد مواد برای دستیابی به اثرات مورد نظر خود.
مشکلات فیزیکی مشخصی که با کاهش ماده در بدن زیاد می‌شود.
مقیاس‌ها و استثناهای مشخص شدهٔ دیگری در DSM وجود دارند. به عنوان مثال، اگر فرد به عنوان دارو و تجویز پزشک مواد را مصرف کند.

### شدت
محدوده شدت اختلال مصرف مواد می‌تواند خیلی متفاوت باشد و روش‌های متعددی برای ارزیابی شدت آن در افراد مختلف وجود دارد. روش تشخیص DSM-5 خود شامل پروسه‌های تشخیص شدت اختلال مصرف مواد می‌باشد. افرادی که تنها ۲ یا ۳ معیار از معیارهای معرفی شده در DSM-5 را را دارا هستند اختلال آن‌ها خفیف ارزیابی می‌شود. افرادی که دارای ۴ یا ۵ معیار هستند، دارای اختلال مزمن می‌باشند و افرادی که ۶ معیار یا بیشتر دارا هستند به عنوان اختلال شدید تلقی می‌شوند.در DSM-5، اصطلاح معتاد به مواد مخدر مترادف با مبتلا بودن به اختلال مصرف مواد مخدر است. معیارهای سنجش شدت، اندازه‌گیری‌هایی است که انجام شده توسط DSM-5 است، اما متخصصین برای تشخیص شدت، حالات جامع تری را نیز در نظر می‌گیرند که شامل الگوهای رفتاری خاص فردی است، که در هر شخص متفاوت است. آنها همچنین به‌طور معمول میزان مصرف فرد در طول زمان را بررسی می‌کنند و همچنین پیامدهای مصرف مادهٔ خاصی که فرد مصرف می‌کند را نیز مورد بررسی قرار می‌دهند مثلاً در هنگام ارزیابی فرد برای اختلال مصرف الکل، پیامدهای خاصی مانند دستگیری برای رانندگی تحت تأثیر الکل مورد بررسی قرار می‌گیرد. بعضی از سیستم‌های پزشکی برای تشخیص شدت به شاخص شدت اعتیاد ارجاع می‌کنند تا شدت مشکلات مربوط به مصرف مواد را ارزیابی کنند. این شاخص مشکلات را در هفت طبقه بررسی می‌کند: پزشکی، اشتغال / حمایت، الکل، مصرف مواد مخدر، قانونی، خانواده / اجتماعی و روانپزشکی.

### تست‌های غربالگری
چند ابزار مختلف غربالگری وجود دارد. برای نوجوانان تست CRAFFT و برای بزرگسالان تست CAGE معتبر است.

### سم زدایی
بسته به میزان مصرف ماده و نوع آن، درمان‌های اولیه ممکن است شامل سم زدایی در بدن باشد. باید توجه داشت که مراحل ترک و سم زدایی مصرف سنگین الکل باید تحت نظارت‌های پزشکی انجام شود تا از یک سندرم خطرناک که ناشی از ترک ناگهانی این ماده است به نام دلرم ترمینس جلوگیری شود. همچنین سم زدایی الکل را ببینید.

### درمان
درمانگران اغلب افرادی را که وابستگی‌های شیمیایی دارند به دو گروه علاقه‌مند به تغییر و ترک و بی علاقه به تغییر طبقه‌بندی می‌کنند. حدود ۱۱ درصد از آمریکایی‌هایی که مبتلا به این اختلال هستند به دنبال درمان می‌باشند و ۴۰–۶۰ درصد از این افراد در طی یک سال موفق می‌شوند به زندگی عادی بر گردند. درمان‌ها معمولاً شامل برنامه‌ریزی‌های خاصی هستند که باعث می‌شوند فرد در طول روز (در صورت عمل به برنامه) از عوامل محرک به استفاده از مواد دور بماند. این برنامه‌ها قصد دارند به فرد مبتلا کمک کنند تا بتواند بدون استفاده از مواد راه‌های صحیح دیگری برای رسیدن به رضایت را بیاموزد. رهبران بالینی در سالهای اخیر تلاش کرده‌اند رویکردهای مداخله ای را برای تأثیرات خاصی که بر رفتار فرد می‌گذارند مورد بررسی قرار دهند و با استفاده از مصاحبه‌های درمانی تلاش می‌کنند تا عواملی را کشف کنند که باعث می‌شود فرد به مصرف منابع ناسالم اعتیاد آور به لذت یا تسکین درد دست یابد.
| درمان‌ها                                                | درمان‌ها                                              | درمان‌ها                                           |
| الگوی رفتاری                                           | مداخله                                               | اهداف                                             |
| ------------------------------------------------------ | ---------------------------------------------------- | ------------------------------------------------- |
| عزت نفس پایین، اضطراب، خصومت کلامی                     | روابط درمانی، رویکرد مشتری محور                      | افزایش عزت نفس، کاهش خصومت و اضطراب               |
| ساختارهای نامناسب شخصی، نادیده گرفتن ابزارهای بین فردی | تجدید ساختار شناختی از جمله دستورالعمل و درمان گروهی | بینش، بصیرت، درون بینی                            |
| اضطراب کانونی مانند ترس از جمعیت                       | کاهش حساسیت                                          | پاسخ به همان نشانه را تغییر دهید                  |
| رفتارهای نامطلوب، عدم بروز رفتار مناسب                 | تهویه عامل،                                          | از بین بردن یا تغییر رفتار                        |
| فقدان اطلاعات                                          | ارائه اطلاعات                                        | مشتری را مجبور به عمل از روی اطلاعات کنید         |
| شرایط اجتماعی سخت                                      | مداخله سازمانی، دستکاری محیط زندگی، مشاوره خانواده   | علت مشکلات اجتماعی را حذف کنید                    |
| عملکرد اجتماعی ضعیف، رفتار بین فردی سفت و سخت          | آموزش حساسیت، آموزش ارتباطی، درمان گروهی             | افزایش ظرفیت بین فردی، کاهش حساسیت به عملکرد گروه |
| رفتار عجیب و غریب                                      | ارجاع پزشکی                                          | حفاظت از جامعه، آماده شدن برای درمان بیشتر        |
| اقتباس از: ملزومات مشاوره بالینی وابستگی، ناشران آسپن  |                                                      |                                                   |

سه نوع مداخله برای اختلال مصرف در روانشناختی رفتاری وجود دارد، (۱) درمان رفتار زناشویی (۲) ورود با موضوع تقویت جامعه (۳) در معرض درمان قراردادن (۴) راهبردهای مدیریت تصادفی. علاوه بر این، همان منبع ذکر می‌کند که آموزش مهارت‌های اجتماعی که به درمان سرپایی وابستگی به الکل بستگی دارد، احتمالاً کارآمد است.

## میزان همه‌گیری در کشورهای مختلف

میزان مرگ و میر در کشورهای مختلف از اختلال مصرف مواد در سال ۲۰۰۴

اختلالات مصرف مواد در ملل مختلف متفاوت است و همین‌طور نوع مادهٔ مصرفی مناطق مختلف یکی نیست. در کل شیوع کلی اختلال در دنیا بالا و نگران کننده است. در سطح جهانی مردان نسبت به زنان بیشتر در خطر ابتلا هستند. افراد جوان نیز بیشتر از بزرگسالان و سالمندان در خطرند.

### وضعیت این اختلال در ایالات متحده
در سال ۲۰۱۷ تقریباً هفت درصد مردم این کشور در طول این سال (سن ۱۲ به بالا) دارای این اختلال بودند. در سال قبل این میزان زیر پنج درصد بوده‌است. بیشترین افراد ازاین هفت درصد بین ۱۸ تا ۲۵ سال سن داشتند.
در سال ۲۰۱۷ ۷۲۰۰۰ مرگ از مصرف مواد بی‌رویه گزارش شده. این نشان دهنده افزایش ۳ برابری این رقم از سال ۲۰۰۲ تا ۲۰۱۷ است.
مرگ و میر اختلال مصرف در این کشور فقط در زیر شاخه اختلال مصرف الکل به صورت تقریبی در چند سال اخیر به میزان ۸۸۰۰۰ نفر در سال اعلام شده‌است و این عدد در زیر شاخه سوءمصرف تنباکو (که در بین تمام عوامل مرگ قابل پیشگیری بیشترین تعداد مرگ را داشته)، در جایگاه دوم قرار دارد و به ۴۸۰۰۰۰ نفر در سال می‌رسد.